# Paglutine
El paglutine, también llamado masa paglutine, es el producto resultante de un proceso de transformación de pasta de pimiento natural con la que pueda rellenarse la aceituna de forma automática.
Normalmente su color es rojo, manteniendo el mismo tono rojizo de la verdura origen del que está creado, aunque en algunos casos se precise de pigmentación para obtener un color más uniforme o llamativo visualmente con fines de marketing.

## Composición
Aunque en un porcentaje muy elevado el paglutine se compone de la materia prima, en su proceso se añaden productos secundarios como pueden ser gelatina de sustentación, saborizantes, especias, antioxidantes y conservantes.

## Procesamiento y aplicación
La masa es elaborada en una máquina automatizada donde se introduce el pimiento después de ser limpiado, se mezcla con una solución de agua y el resto de excipientes a una temperatura de unos 30 °C. Seguidamente se deja reposar para que coja consistencia y es extraído en forma de finas tiras para pasar posteriormente por una cortadora que le apropia el tamaño final antes de ser insertada en el hueco de la aceituna una vez deshuesada.
- Datos: Q6057232